# Distretto di Rumoi
Il distretto di Rumoi (留萌郡?, Rumoi-gun) è uno dei distretti della sottoprefettura di Rumoi, Hokkaidō, in Giappone.
Attualmente comprende il solo comune di Obira.